# 吐尔地·阿洪
吐尔地·阿洪（維吾爾語：تۇردى ئاخۇن‎，拉丁维文：Turdi Axun，男，1881年5月—1956年9月8日）是维吾尔达斯坦演唱艺人，木卡姆世家的第五代传人。吐尔地·阿洪也被译为吐尔迪·阿洪，新疆英吉沙县人。自幼从父亲那学习木卡姆，在二十世纪50年代，演奏并录制了完整的《十二木卡姆》，是将十二木卡姆传承到当代的木卡姆大师。

## 生平
光绪七年（公元1881年）5月，吐尔地·阿洪出生于木卡姆世家。他的父亲，即木卡姆第四代传人外克古力·阿洪，是当时南疆木卡姆圈中具有声望的艺术家，被大家尊称为木卡姆奇（意为唱木卡姆的人）。吐尔地·阿洪在还不到6岁的时候就开始在父亲的教导下学习维吾尔乐器。在吐尔地·阿洪12岁的时候，就已经能够演唱《十二木卡姆》，从这时候起，他就一边学习木卡姆，一边作为父亲表演时的手鼓手。16岁时，吐尔地·阿洪已经掌握了许多木卡姆曲调。从此，手鼓手便由他的弟弟依明·阿洪担任，而吐尔地·阿洪则和父亲一起，演奏弹拨尔，开始正式演唱木卡姆。又过了四年，当吐尔地·阿洪20岁的时候，他不仅能够演奏手鼓、弹拨尔、都塔尔、卡龙琴、热瓦普等乐器，并已能熟练的独唱《十二木卡姆》。这时候，他的父亲决定让他独自立业，并给他成了亲。光绪二十七年（公元1901年）6月开始，吐尔地·阿洪开始了他的巡游卖艺之路，他先后在喀什噶尔、莎车、和田等地的城镇以及乡村演奏木卡姆。这一路一直走到了民国二十七年（公元1938年）的夏天。
从民国二十六年（公元1937年）起，一股乌兹别克热在南疆地区流行起来，喀什地区和各县的维吾尔族文化促进会开始吸纳了一批会演奏乌兹别克音乐、曲调的艺人。随着乌兹别克歌曲在南疆的兴盛，木卡姆等传统维吾尔音乐在舞台上遭受排挤，甚至在一些婚礼和家庭聚会中，人们也更愿意演奏乌兹别克歌曲和音乐而非维吾尔传统音乐。吐尔地·阿洪面对这股热潮，认为并不能抛弃维吾尔的传统音乐和歌曲。1939年秋，吐尔地·阿洪带着全家前往叶城定居。并且与莎车的弹拨尔乐手艾山·弹拨尔，塔城的洋琴乐手艾伊塔洪·洋琴，鼓手毛拉·尼亚孜相聚，通过各种演出传播维吾尔达斯坦和《十二木卡姆》。此事一经传开，各地的民间艺人开始陆续前往叶城，拜吐尔地·阿洪为师。说书艺人居马洪、卡龙琴师大拜地·阿洪、说书艺人哈斯木·色提瓦勒迪、英吉沙沙塔尔琴师库宛尼亚孜等有名望的民间艺人都是吐尔地·阿洪的学生或者崇拜者。
新疆和平解放后，在赛福鼎·艾则孜的努力下，十二木卡姆的整理工作开始进行。吐尔地·阿洪在1950年7月，受邀前往迪化市（今乌鲁木齐市），由长子吾守尔·阿洪的手鼓伴奏，吐尔地·阿洪演奏的《十二木卡姆》的主要部分和上百首民间歌曲由万桐书夫妇录制完成。1951年12月，吐尔地·阿洪离开迪化后，他以音乐指导的身份在莎车县文工团工作。直到1954年，他既开始培养年轻的木卡姆艺人，又参与《农民都是一家》、《友谊之歌》等新歌曲的创作。除此之外，他还贡献了他父亲传给他的《青春如此美好》等30余首歌曲。1954年初到次年年底，吐尔地·阿洪和长子吾守尔·阿洪再次前往乌鲁木齐，完成了《十二木卡姆》的全曲录音。由万桐书、吕骥、刘炽等人组成新疆音乐工作组，根据这两次的录音，记谱编书。在1960年，由民族出版社和音乐出版社出版上、下两册《十二木卡姆》。吐尔地·阿洪演奏演唱的《十二木卡姆》曲调共245首，2482行诗词，全长24个小时。除了《十二木卡姆》，吐尔地·阿洪也献出了15个曲牌的阿布切希木卡姆（泪泉木卡姆）。1955年底，吐尔地·阿洪返回莎车县不久便被调往喀什，在南疆文工团担任音乐指导。1956年，新疆维吾尔自治区政协第二次全体会议中，吐尔地·阿洪提出开设木卡姆培训班，用于培养青年木卡姆作曲者和演奏者。除此之外，他还提出建立研究木卡姆的专门机构。然而在研究木卡姆艺术的机构建立之前，吐尔地·阿洪于1956年9月8日在喀什逝世。

## 纪念
为了纪念吐尔地·阿洪，2011年在乌鲁木齐市木卡姆艺术剧院中立起了吐尔地·阿洪的雕像。2012年，新疆青少年出版社出版了《怀念-木卡姆大师吐尔地阿洪论文集（维吾尔文版）》。